# Quintus Aelius Tubero (historicus)
Quintus Aelius Tubero (geboren ca. 74 v.Chr.) was een Romeins geschiedschrijver. Hij was de aanklager van Quintus Ligarius, op beschuldiging van hoogverraad tegenover Gaius Iulius Caesar, die verdedigd werd door Marcus Tullius Cicero.

## Referentie
- https://web.archive.org/web/20131102184153/http://www.ancientlibrary.com/smith-bio/3513.html

- Gemeinsame Normdatei: 102408793
- International Standard Name Identifier: 0000 0000 5435 733X
- Library of Congress Control Number: nr95038408
- Virtual International Authority File: 2361719
- WorldCat: E39PBJrWyCgp8t7KRQB43bJ4bd